# Gan Le'ummi Qastel
Gan Le'ummi Qastel, (hebreiska: גן לאמי קסטל), är en nationalpark i Israel. Den ligger i distriktet Jerusalem.